# Wieringen
Wieringen este o comună în provincia Olanda de Nord, Țările de Jos. 

## Localități componente
Dam, De Haukes, De Hoelm, Den Oever, Hippolytushoef, Hollebalg, Noordburen, Oosterklief, Oosterland, Smerp, Stroe, Vatrop, Westerklief, Westerland.

## Personalități născute aici
- Donyell Malen (n. 1999), fotbalist.